# منى أيوب
منى أيوب (بالفرنسية: Mouna Ayoub)‏ (1957، الكويت) هي عضو بارز ف المجتمع الفرنسي وسيدة أعمال من أصل لبناني. تظهر كثيرا في الإعلام، حيث تنزل غالبا كضيف في مهرجان كان للأفلام، وتدور حولها العناوين الرئيسية في صحف الشائعات. كانت مسيحية مارونية تبعا لعائلتها، ثم تحولت للإسلام في سن العشرين حتى تتمكن من الزواج من ناصر الرشيد، وهو رجل أعمال في عمر الأربعين ومستشار للملك فهد. ولقد أنجبت من ناصر الرشيد خمس أطفال. وبعد ثمانية عشر عاما من الزواج، طبقا لإتفاقية الطلاق، غادرت منى المملكة العربية السعودية وكونت ثروة من الاستثمار في العقارات والأسهم. وفي عام 2000، أصدرت كتاب يحكى عن قصة زواجها تحت عنوان «الحقيقة: سيرة ذاتية».
أعلنت منى أنها اصدرت الكتاب لتوضح موقفها من خلاله، وترد على الادعاءات المروجة عنها في الشرق الاوسط في مجلة لبنانية، بأنها مدام بوفاري العصر الحديث. وكتب سكوت ماكلويد في جريدة التايمز «أن قصتها ليس فقط تقدم نظرة استثنائية على ما يمكن أن يحدثه الثراء الفاحش، ولكنه يقدم أيضا نظرة على مدى التطرف في القيود المفروضة على النساء في بعض المجتمعات العربية المحافظة جدا». ورفع زوجها السابق دعوى قضائية ضدها كمحاولة لمنع نشر السيرة الذاتية، والذي أصبح من الكتب الأكثر مبيعا في فرنسا.
اشترت منى في عام 1997 يخت «فوسيا» من برنارد تابي بقيمة 5.56 مليون يورو، وأضافت له حوالي 18.25 مليون يورو قيمة إصلاحات في اليخت. ولكى تشترى هذا اليخت باعت منى أيوب عدد من مجوهراتها، من ضمنها واحدة من أكبر أحجار الألماس الأصفر في العالم (112.53 قيراط (22.506 جرام)) بقيمة 2.52 مليون يورو (16.5 مليون فرانك)، وعقد بولغاري مقابل 15.3 مليون فرانك. ولقد باعت منى أيوب محتويات اليخت في مزاد علني، بعدما باعت اليخت ذاته.
قدرت الأسوشيدت برس صافى ثروتها بحوالي أكثر من 300 مليون دولار. وفي 2006، قدمت جريدة نيويورك تايمز إحصاء لثروتها بحوالي 500 مليون دولار.
تمتلك منى أيوب تمتلك أكبر مجموعة كوتور في العالم، والتي تشمل أكثر من عشرة آلاف قطعة. وهي لا رتدى أي قطعة من مجموعة كوتور مرتين، حتى أن بيوت أزياء كوتور الكبيرة لديها تمثال لها لضمان المقاس المناسب لها في حال غيابها. وأعلنت الأسوشيدت برس "أنها تبرعت بالفستان الأغلى ثمنا في العالم إلى متحف الموضة في باريس، وهو فستان شانيل المصنوع من الذهب، الذي تبلغ قيمته أكثر من 300 ألف يورو".
سخريتها من قصص الغنى، بما تتضمنه من تواترت ثقافية وادعاءات الفضائح، كانت مادة غنية للكثير من التقارير. حتى أن صحيفة التليجراف اليومية ذكرت «أن واحدة من أغنى النساء في العالم سوف تكشف عن مدى كارثية الزواج من مستشار العائلة الملكية السعودية، الذي قادها إلى الاكتئاب ومحاولة الانتحار».

## أعمال أدبية
- كتاب «الحقيقة: سيرة ذاتية» (الأول من يناير عام 2000)، دار نشر «ميشل لافون» الفرنسية.[12]

## روابط خارجية
- منى أيوب على موقع IMDb (الإنجليزية)
- منى أيوب على موقع ألو سيني (الفرنسية)
- منى أيوب على موقع كينوبويسك (الروسية)